# Championnat de France féminin de hockey sur glace 2008-2009
Saison précédente Saison suivante
La saison 2008-2009 est la 23e édition du Championnat de France féminin de hockey sur glace.

## Équipes engagées
Elles sont au nombre de quatre : 
- Hockey Club Cergy-Pontoise ;
- Grenoble Métropole Hockey 38 ;
- Hockey Club Neuilly-sur-Marne ;
- Turin ( Italie).

## Formule de la saison
Les équipes sont rassemblées au sein d'une poule unique et se rencontrent en double aller-retour. Pour limiter les déplacements, deux matchs sont joués lors de chaque confrontation. L'équipe qui finit première est sacrée Championne de France.
Les points sont attribués de la manière suivante : 
- 2 points pour une victoire ;
- 1 point pour un nul ;
- 0 point pour une défaite ;
- -1 point pour un forfait.

Étant une équipe étrangère, Turin ne peut prétendre au titre de Championne de France.

## Résultats
Disputés du 20/09/2008 au 26/04/2009

### Matchs
| Domicile / Extérieur | Cergy-Pontoise | Grenoble | Neuilly-sur-Marne | Turin |
| Cergy-Pontoise       |                | 5-1      | 6-2               | 5-0   |
| Cergy-Pontoise       |                | 5-2      | 9-1               | 4-2   |
| Grenoble             | 2-3            |          | 6-6               | 2-1   |
| Grenoble             | 2-5            |          | 5-2               | 3-3   |
| Neuilly-sur-Marne    | 2-7            | 5-3      |                   | 3-4   |
| Neuilly-sur-Marne    | 2-0            | 3-6      |                   | 8-3   |
| Turin                | 3-2            | 3-1      | 4-2               |       |
| Turin                | 3-11           | 3-3      | 2-2               |       |

|  | Victoire à domicile |  | Match nul |  | Victoire à l'extérieur |

### Classement
Pour les significations des abréviations, voir Statistiques du hockey sur glace.
| Pl. | Équipe               | PJ | V  | N | D | Pts | BP | BC | +/- |
| --- | -------------------- | -- | -- | - | - | --- | -- | -- | --- |
| 1   | HC Cergy-Pontoise    | 12 | 10 | 0 | 2 | 20  | 62 | 22 | +40 |
| 2   | Turin                | 12 | 4  | 3 | 5 | 11  | 31 | 46 | -15 |
| 3   | Grenoble MH 38       | 12 | 3  | 3 | 6 | 9   | 36 | 44 | -8  |
| 4   | HC Neuilly-sur-Marne | 12 | 3  | 2 | 7 | 8   | 38 | 55 | -17 |

### Bilan
Le HC Cergy-Pontoise remporte son dix-septième titre de Champion de France, le dixième consécutif.

## Championnat Féminin Excellence

### Équipes engagées
| - Groupe Nord - Bretagne (entente HC Brest/Rennes Cormorans HC) - Pays de la Loire (Nantes AHC) - CSG Saint-Ouen - Lions de Wasquehal | - Groupe Sud-Est - Gap HC - Grenoble/Villard-de-Lans - HC Val Vanoise |

### Premier Tour
Pour les significations des abréviations, voir Statistiques du hockey sur glace.
- Groupe Nord

| Pl. | Équipe           | PJ | V | N | D | Pts | BP | BC | +/- |
| --- | ---------------- | -- | - | - | - | --- | -- | -- | --- |
| 1   | Bretagne         | 6  | 5 | 0 | 1 | 10  | 33 | 16 | +17 |
| 2   | Saint-Ouen       | 5  | 3 | 0 | 2 | 6   | 23 | 16 | +7  |
| 3   | Pays de la Loire | 6  | 2 | 1 | 3 | 5   | 23 | 28 | -5  |
| 4   | Wasquehal        | 5  | 0 | 1 | 4 | 1   | 14 | 33 | -19 |

- Groupe Sud-Est

| Pl. | Équipe   | PJ | V | N | D | Pts | BP | BC | +/- |
| --- | -------- | -- | - | - | - | --- | -- | -- | --- |
| 1   | Vanoise  | 4  | 4 | 0 | 0 | 8   | 56 | 1  | +55 |
| 2   | Gap      | 6  | 4 | 0 | 2 | 8   | 29 | 35 | -6  |
| 3   | Grenoble | 6  | 0 | 0 | 6 | 0   | 15 | 64 | -49 |

### Finale
Rencontres jouées à la Patinoire Olympique de Courchevel.
| Pl. | Équipe     | PJ | V | N | D | Pts | BP | BC | +/- |
| --- | ---------- | -- | - | - | - | --- | -- | -- | --- |
| 1   | Bretagne   | 3  | 3 | 0 | 0 | 9   | 10 | 7  | +3  |
| 2   | Vanoise    | 3  | 2 | 0 | 1 | 6   | 14 | 10 | +4  |
| 3   | Gap        | 3  | 1 | 0 | 2 | 3   | 12 | 12 | 0   |
| 4   | Saint-Ouen | 3  | 0 | 0 | 3 | 0   | 7  | 14 | -7  |